# Parafia Ducha Świętego w Koszalinie
Parafia pw. Ducha Świętego w Koszalinie – rzymskokatolicka parafia należąca do dekanatu Koszalin, diecezji koszalińsko-kołobrzeskiej, metropolii szczecińsko-kamieńskiej. Siedziba parafii mieści się przy ul. Staszica 38 w Koszalinie.

## Historia
Parafia została utworzona 4 listopada 1980 roku przez biskupa Ignacego Jeża. Od początku istnienia parafii do 2021 jej proboszczem był ks. Kazimierz Bednarski. Zmarł na COVID-19.

## Miejsca święte

### Sanktuarium
Sanktuarium Matki Bożej Trzykroć Przedziwnej w Koszalinie

### Kościół parafialny
Kościół pw. Ducha Świętego w Koszalinie

### Kościoły filialne i kaplice
- Kaplica pw. Chrystusa Króla przy kościele parafialnym w Koszalinie[1]
- Kaplica Góra Chełmska w Koszalinie[1]

## Działalność parafialna

### Wspólnoty parafialne
Przy parafii działa m.in.
- katolicka szkoła im. Jana Pawła II
- oddział Caritas
- Poradnia Rodzinna
- Duszpasterstwo Akademickie
- Stowarzyszenie Rodzin Katolickich
- Ruch Trzeźwości im. M. Kolbego
- Mali Rycerze Miłosiernego Serca Jezusowego
- Odnowa w Duchu Świętym
- Ruch Światło-Życie
- Arcybractwo Konającego Serca Pana Jezusa i Matki Boskiej Bolesnej
- Wspólnota Wspomożycieli Dusz Czyśćcowych
- Rodzina Różańcowa
- Chór i orkiestra dęta
- Bank bezprocentowych pożyczek dla osób ubogich
- Sklep spożywczy, gdzie wydawana jest darmowa żywność dla potrzebujących
- Apteka parafialna
- Studium Języków Obcych